# سيشيليا (مقاطعة رومانية)
سيشيليا (باللاتينية: Sicilia) كانت أولى الأقاليم التي خضعت للجمهورية الرومانية، و التي كانت في 241 قبل الميلاد منطقة يحكمها حاكم إقليم وذلك في أعقاب الحرب البونيقية الأولى مع قرطاج و شملت صقلية ومالطا.

## معرض صور

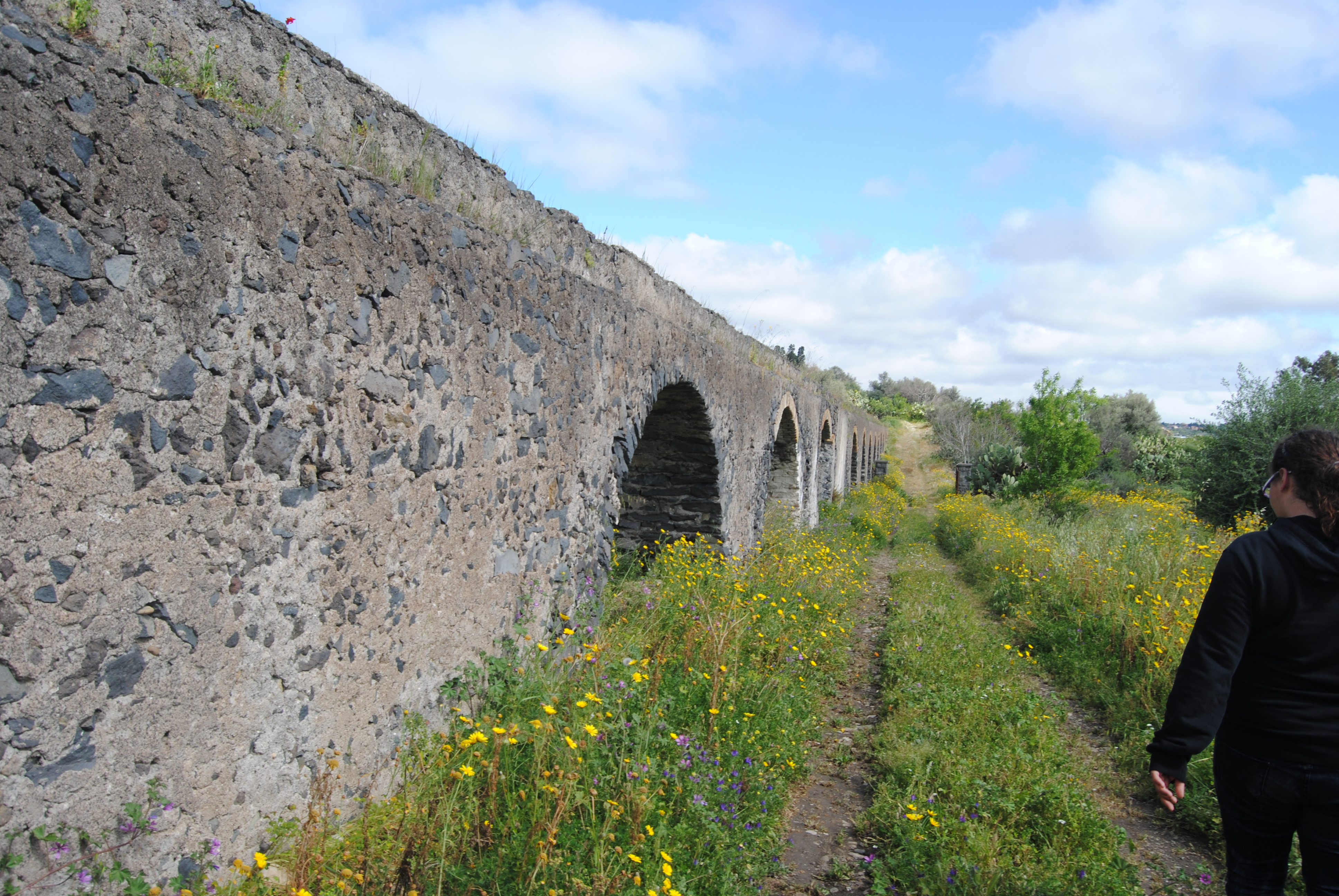
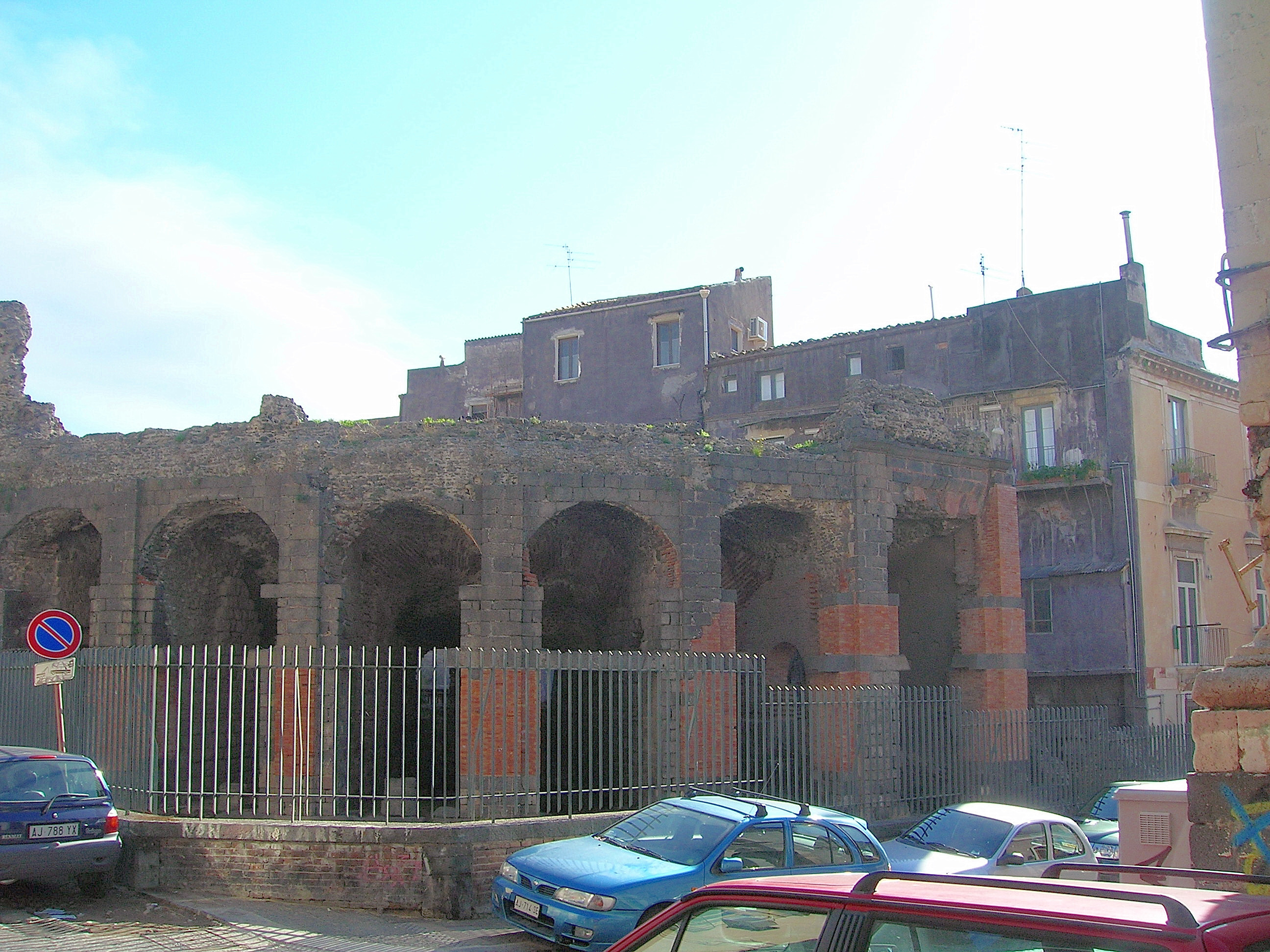
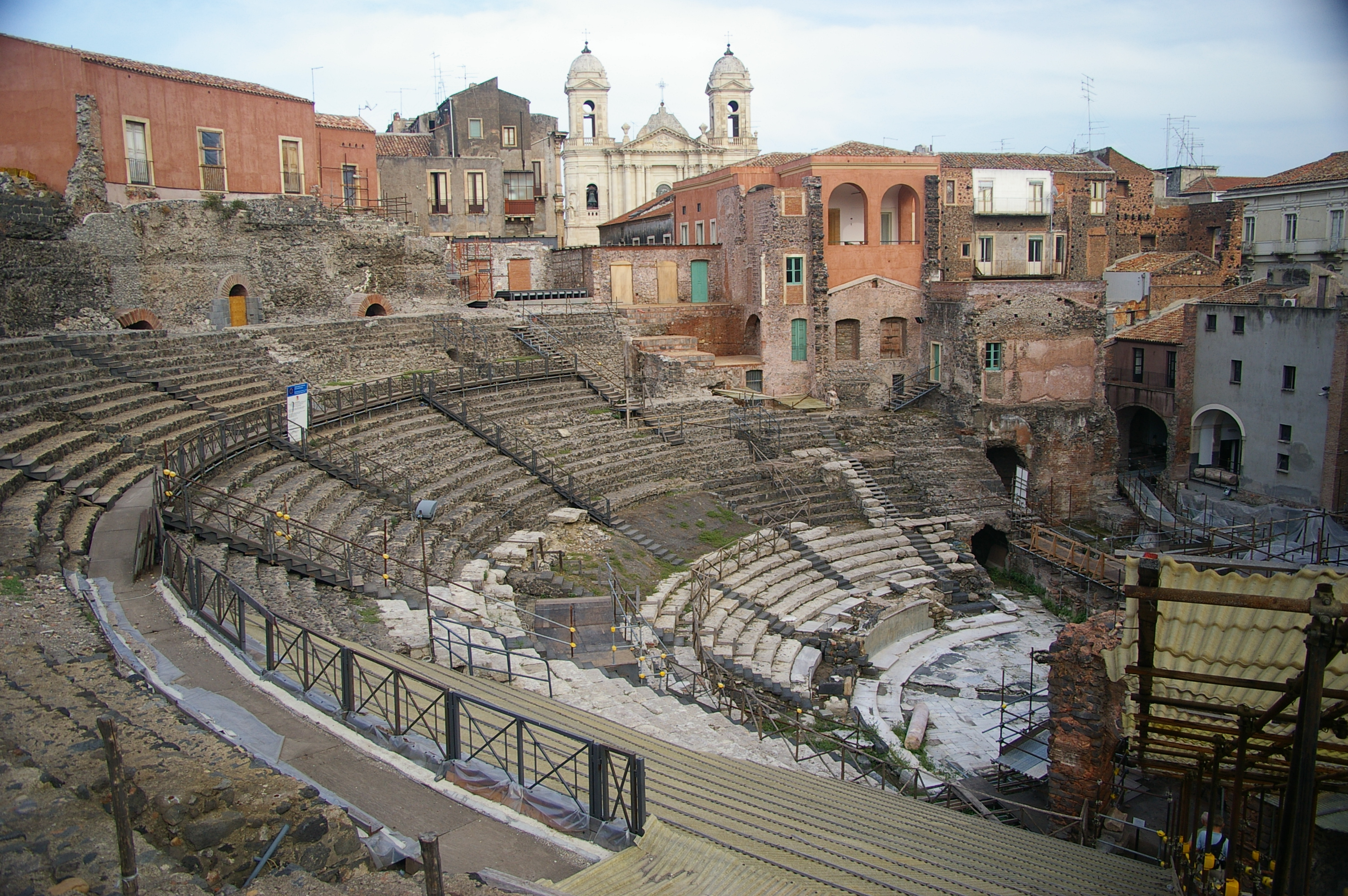
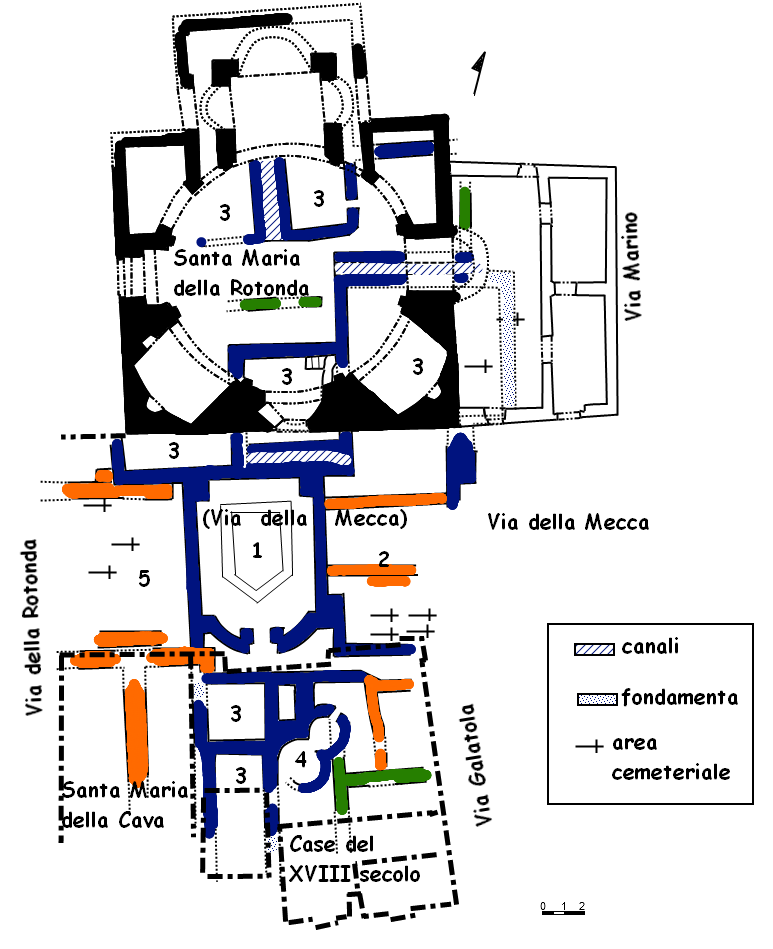
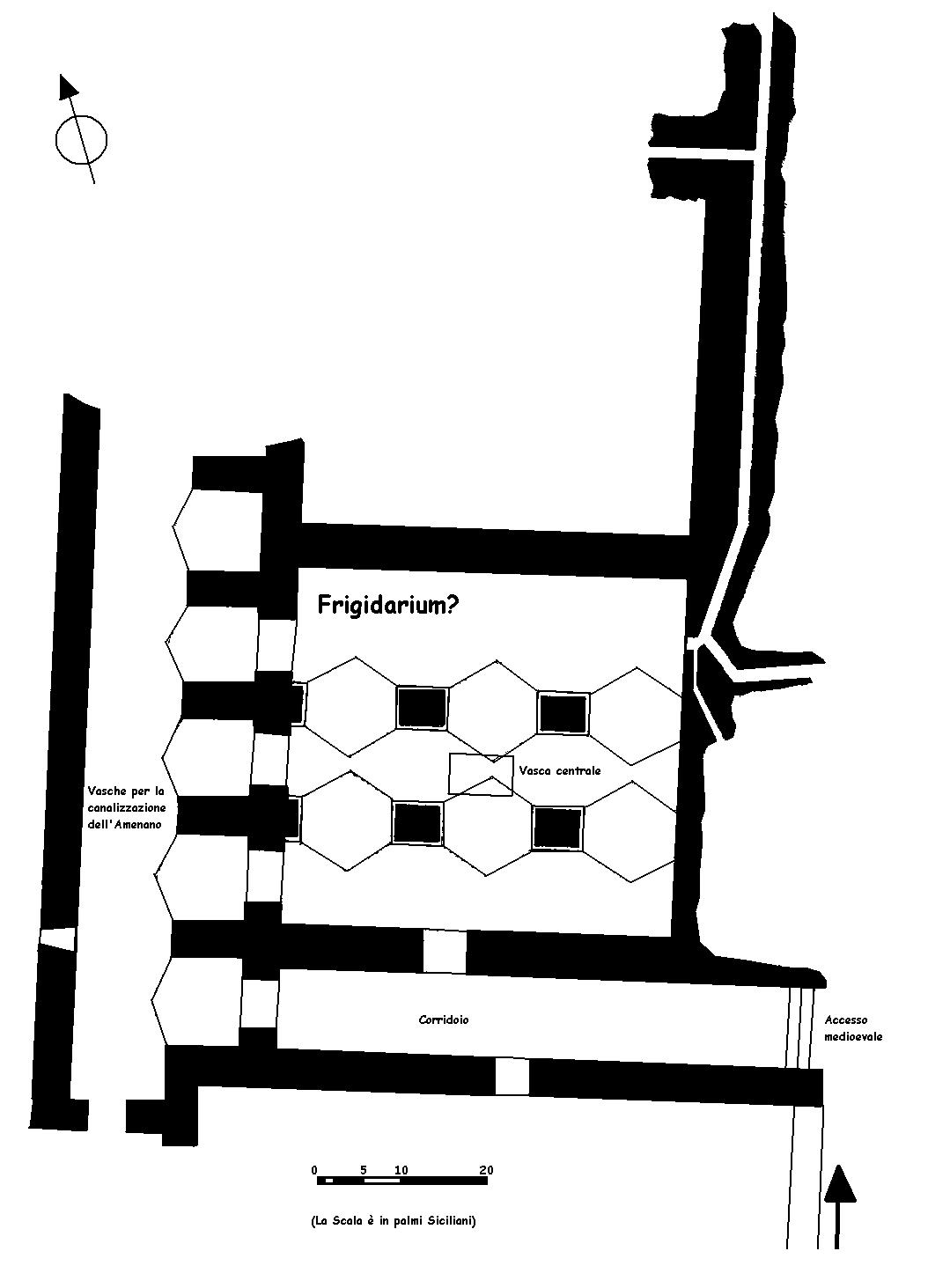
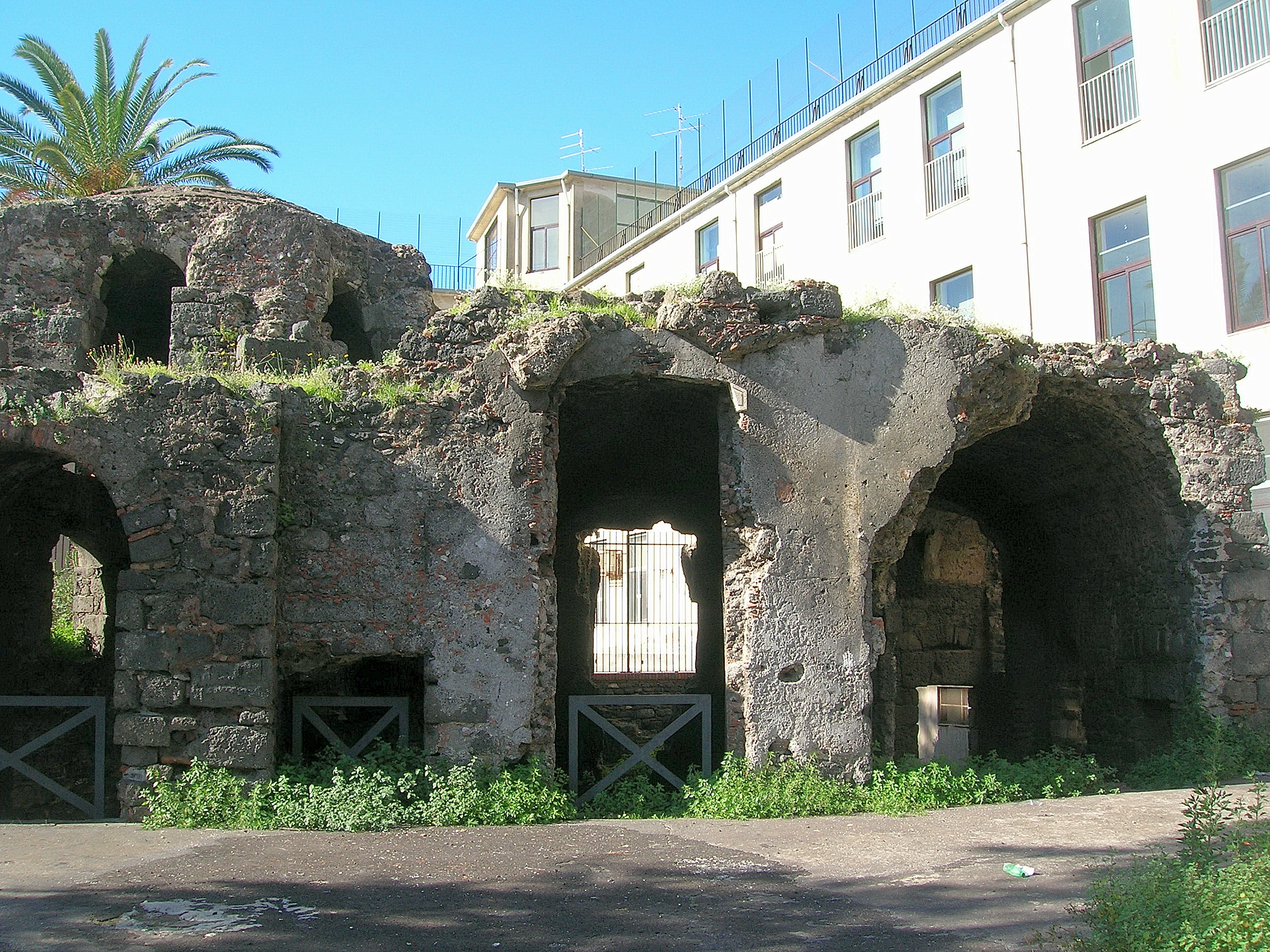